# Климбах
Климбах (фр. Climbach) је насељено место у Француској у региону Алзас, у департману Доња Рајна.
По подацима из 2011. године у општини је живело 507 становника, а густина насељености је износила 70,91 становника/km².

## Демографија
| 1990. | 2011. |
| ----- | ----- |
| 480   | 507   |